# Raymunida bellior
Raymunida bellior is een tienpotigensoort uit de familie van de Munididae. De wetenschappelijke naam van de soort is voor het eerst geldig gepubliceerd in 1967 door Miyake & Baba.